# Daimús
Daimús è un comune spagnolo di 1.922 abitanti situato nella comunità autonoma Valenciana.

## Abitanti
| 1990  | 1992  | 1994  | 1996  | 1998  | 2000  | 2002  | 2004  | 2005  | 2007  | 2008  |
| ----- | ----- | ----- | ----- | ----- | ----- | ----- | ----- | ----- | ----- | ----- |
| 1.218 | 1.277 | 1.293 | 1.389 | 1.438 | 1.674 | 1.855 | 2.242 | 2.353 | 2.862 | 3.007 |